# Enzo Cormann
Pour les articles homonymes, voir Cormann.
 (septembre 2024).
Si vous disposez d'ouvrages ou d'articles de référence ou si vous connaissez des sites web de qualité traitant du thème abordé ici, merci de compléter l'article en donnant les références utiles à sa vérifiabilité et en les liant à la section « Notes et références ».
Enzo Cormann (né le 25 avril 1953  à Sos, en Lot-et-Garonne) est un écrivain, performer et enseignant, auteur de pièces de théâtre, d'essais, de romans et de textes destinés à la scène musicale.

## Parcours artistique
Après avoir travaillé comme animateur (expérience relatée dans l'ouvrage "Du Terrain, pour l'aventure !", publié aux Éditions Maspéro, en 1975), puis comme journaliste indépendant à Paris, Lyon et Grenoble, il publie ses premiers textes dramatiques en 1982 (à l'âge de 29 ans) aux Éditions de Minuit ("Credo" et "Le Rôdeur") et aux Éditions Théâtrales ("Berlin, ton danseur est la mort"), tout en gagnant sa vie comme roadie. Il commence à vivre de son écriture en 1985.
Ses pièces (une quarantaine à ce jour) ont fait en France l'objet de nombreuses mises en scène et réalisations radiophoniques (Mises en scène de Philippe Adrien, Alan Françon, Philippe Goyard, Jean-Louis Martinelli, Jean-Paul Wenzel, Hervé Tougeron, Philippe Delaigue, Claudia Stavisky, Henri Bornstein... Mises en ondes de Jean-Pierre Colas, Jacques Taroni, Blandine Masson, Alain Trutat, Claude Guerre, Marguerite Gâteau, Pascal Deux, Myron Meerson, Jean-Mathieu Zahnd...)
Il est traduit et édité en allemand, anglais, espagnol (castillan et catalan), portugais, italien, grec, bulgare, tchèque, polonais, turc, serbo-croate, persan, japonais, chinois...
Au début des années 90, il élargit sa palette en collaborant avec de nombreux musiciens de jazz, par l'entremise du saxophoniste Jean-Marc Padovani, avec qui il fonde l'équipée jazzpoétique "La Grande Ritournelle". Dans le cadre de ce compagnonnage artistique (1991-2015), il écrit, performe et enregistre une trentaine d'ouvrages (dits, spoken words, jazz poems.).
À partir des années 2000, il publie plusieurs romans aux Éditions Gallimard, dont le triptyque des "Artisans cosmiques" : "Le Testament de Vénus" (2006), "Surfaces sensibles" (2007), "Vita Nova Jazz" (2011).
En 2018, il entreprend l'écriture d'un grand ensemble dramatique exclusivement composé de "plateaux" de trente minutes, en trois mouvements, pour trois interprètes, intitulé "L'Histoire mondiale de ton âme". Les Éditions des Solitaires Intempestifs ont publié un premier tome de 18 pièces en 2019, sous-titré Les Créatures ne veulent pas être des ombres, puis un 2è en 2023, sous-titré Ivres et ingouvernables dans la tumultueuse immensité.
En France, une douzaine de plateaux extraits de ce grand ensemble en devenir ont été mis en ondes pour France Culture en 2021 et 2023 par Pascal Deux, et portés à la scène par le metteur en scène lyonnais Philippe Delaigue, en 2019 et 2022.

## Enseignement et recherche
Parallèlement à son parcours artistique, à l'instigation du philosophe et psychanalyste Félix Guattari et du poéticien Jean-Pierre Sarrazac, il engage un travail théorique sur le théâtre, dont témoignent de nombreux articles et conférences, ainsi que deux essais publiés par les Solitaires Intempestifs ("À quoi sert le théâtre ?", 2003 et "Ce que seul le théâtre peut dire", 2012.)
Après avoir enseigné dans plusieurs cours de théâtre et classes d'option artistique, puis à l'école du Théâtre National de Strasbourg (1995-2000), il crée en 2003 un département d'écriture dramatique au sein de l'ENSATT (École Nationale Supérieure des Arts et Techniques du Théâtre), qu'il animera jusqu'à son départ en retraite de l'enseignement supérieur, en 2019. Un ouvrage collectif témoigne de cette expérience pédagogique : "Pensée plurielle, écritures singulières" (Solitaires Intempestifs, 2020.)
Maître de conférences en études théâtrales, il enseigne également jusqu'en 2020 à l'Université Carlos III de Madrid, dans le cadre d'un master de création théâtrale, ainsi que dans un un grand nombre de workshops  internationaux (Espagne, Italie, Suisse, Turquie, Iran, Chine, Liban, Bénin, Mexique, Chili, Argentine...)
De 2015 à 2020, il a été directeur artistique du "Studio Européen des Écritures pour le Théâtre" (SEET) dans le cadre du Centre National des Écritures du Spectacle (Chartreuse de Villeneuve-lès-Avignon.),.

## Enregistrements sonores
- Le Rôdeur, Thélonious, 1991,
- Sud, K617, "AFAA sur mesures", mars 1992,
- Mingus, Cuernavaca, Label Bleu, février 1992,
- Jack Kerouac Chorus (from Mexico City Blues, 1959), Escotatz !, 2001
- Mer, Escotatz !, 2002,
- Tombeau de Jack Kerouac, La Grande Ritournelle, 2008,
- Le dit de Jésus-Marie-Joseph, La Grande Ritournelle, 2008,
- Exit, La Grande Ritournelle, 2008,
- Films noirs, La Grande Ritournelle, 2012.

## Autour de l'œuvre
- "Enzo Cormann, le mouvementeur", revue REGISTRES, Sorbonne Nouvelle, 2010, 206 p.

## Film
- Je m'appelle. Un film de Stéphane Elmadjian, tiré de la pièce éponyme (Ed. de Minuit, 2008). Avec la voix de Feodor Atkine.

## Prix et distinctions
- Chevalier dans l'ordre des Arts et Lettres, 1991.
- Chevalier dans l'ordre des Palmes Académiques, 2014.
- Grand Prix théâtre de l'Académie française, 2020.